# Winslow n.º 319
Winslow n.º 319 es un municipio rural canadiense situado en la provincia de Saskatchewan.

## Superficie
Winslow n.º 319 tiene una superficie de 814,35 km².

## Demografía
En 2021, tenía 344 habitantes, una densidad poblacional de 0,4 hab./km², y 140 viviendas.